# Amphilius rheophilus
Amphilius rheophilus är en fiskart som beskrevs av Daget, 1959. Amphilius rheophilus ingår i släktet Amphilius och familjen Amphiliidae. IUCN kategoriserar arten globalt som livskraftig. Inga underarter finns listade i Catalogue of Life.